# Trasmutazione
In fisica nucleare, la trasmutazione è un processo che, tramite l'emissione di particelle subatomiche, porta un atomo instabile (radionuclide) a trasformarsi in un atomo stabile (vedi radioattività). Ad esempio, l'uranio (uranio 238), perdendo particelle, si trasforma in elementi meno pesanti, fino ad arrivare al piombo non radioattivo (piombo 206).
Altri esempi di trasmutazione avvengono in condizioni di pressione e di temperatura critiche altissime per attivare la reazione, che porta alla fusione di due nuclei (come avviene nel sole o in una stella, a temperature maggiori di 15 milioni °C).